# Egil Gjelland
Egil Gjelland (Voss, 12 novembre 1973) è un allenatore di biathlon ed ex biatleta norvegese, olimpionico nella staffetta a Salt Lake City 2002 e vincitore di varie medaglie olimpiche e iridate.
È marito di Ann Elen Skjelbreid, a sua volta biatleta di alto livello.

## Biografia

### Carriera sciistica
In Coppa del Mondo ottenne il primo risultato di rilievo il 7 dicembre 1995 a Östersund (17°), il primo podio l'8 dicembre 1996 nella medesima località (2°) e la prima vittoria il 14 dicembre 1997 ancora a Östersund.
In carriera prese parte a due edizioni dei Giochi olimpici invernali, Nagano 1998 (13° nella sprint, 2° nella staffetta) e Salt Lake City 2002 (24° nella sprint, 15° nell'inseguimento, 16° nell'individuale, 1° nella staffetta), e a otto dei Campionati mondiali, vincendo sei medaglie.

### Carriera da allenatore
Dopo il ritiro è diventato allenatore dei biatleti nei quadri della nazionale norvegese.

## Palmarès

### Olimpiadi
- 2 medaglie:
  - 1 oro (staffetta[3] a Salt Lake City 2002)
  - 1 argento (staffetta[3] a Nagano 1998)

### Mondiali
- 6 medaglie:
  - 2 ori (gara a squadre[3] a Pokljuka/Hochfilzen 1998; staffetta[3] a Hochfilzen/Chanty-Mansijsk 2005)
  - 3 argenti (staffetta[3] a Osrblie 1997; staffetta[3] a Oslo/Lahti 2000; staffetta[3] a Oberhof 2004)
  - 1 bronzo (staffetta[3] a Pokljuka 2001)

### Coppa del Mondo
- Miglior piazzamento in classifica generale: 7º nel 2001
- 39 podi (7 individuali, 32 a squadre[2]), oltre a quelli ottenuti in sede olimpica e iridata e validi anche ai fini della Coppa del Mondo:
  - 13 vittorie (1 individuale, 12 a squadre)
  - 15 secondi posti (2 individuali, 13 a squadre)
  - 11 terzi posti (4 individuali, 7 a squadre)

#### Coppa del Mondo - vittorie
| Data             | Località                  | Nazione         | Spec.                                                              |
| ---------------- | ------------------------- | --------------- | ------------------------------------------------------------------ |
| 14 dicembre 1997 | Östersund                 | Svezia          | RL (con Sylfest Glimsdal, Halvard Hanevold e Ole Einar Bjørndalen) |
| 11 gennaio 1998  | Ruhpolding                | Germania        | RL (con Frode Andresen, Dag Bjørndalen e Ole Einar Bjørndalen)     |
| 11 dicembre 1999 | Pokljuka                  | Slovenia        | RL (con Frode Andresen, Halvard Hanevold e Ole Einar Bjørndalen)   |
| 9 gennaio 2000   | Oberhof                   | Germania        | RL (con Halvard Hanevold, Dag Bjørndalen e Ole Einar Bjørndalen)   |
| 9 dicembre 2000  | Pokljuka Anterselva       | Slovenia Italia | RL (con Halvard Hanevold, Frode Andresen e Ole Einar Bjørndalen)   |
| 10 gennaio 2001  | Ruhpolding                | Germania        | RL (con Frode Andresen, Dag Bjørndalen e Ole Einar Bjørndalen)     |
| 26 gennaio 2002  | Anterselva                | Italia          | RL (con Halvard Hanevold, Frode Andresen e Ole Einar Bjørndalen)   |
| 7 dicembre 2002  | Östersund                 | Svezia          | RL (con Frode Andresen, Ole Einar Bjørndalen e Halvard Hanevold)   |
| 5 dicembre 2004  | Beitostølen               | Norvegia        | RL (con Halvard Hanevold, Stian Eckhoff e Ole Einar Bjørndalen)    |
| 17 dicembre 2004 | Östersund                 | Svezia          | PU                                                                 |
| 13 gennaio 2005  | Ruhpolding                | Germania        | RL (con Stian Eckhoff, Halvard Hanevold e Ole Einar Bjørndalen)    |
| 13 febbraio 2005 | Torino Cesana San Sicario | Italia          | RL (con Frode Andresen, Stian Eckhoff e Halvard Hanevold)          |
| 26 novembre 2005 | Östersund                 | Svezia          | RL (con Stian Eckhoff, Halvard Hanevold e Ole Einar Bjørndalen)    |

Legenda:

PU = inseguimento

RL = staffetta